# Rafael Guevara
Rafael Alberto Guevara (Caracas, 2 maggio 1979) è un ex cestista venezuelano.

## Carriera
Con il Venezuela ha disputato i Campionati americani del 2003.